# Biskupi murskosoboccy
Biskupi murskosoboccy – biskupi diecezjalni i biskupi pomocniczy diecezji murskosobockiej w Słowenii.

## Biskupi

### Biskupi diecezjalni
- 2006-2009: bp Marjan Turnšek
- 2009-2024: bp Peter Štumpf, S.D.B.
- od 2025: bp Janez Kozinc